# 白喉斑尾雀
白喉斑尾雀（学名：Premnoplex tatei），是雀形目灶鸟科斑尾雀属的一种鸟类，是委内瑞拉的特有物种。
白喉斑尾雀体重约16.3克，翼长约59.5毫米，喙宽度约3.1毫米，喙厚度约3.8毫米，嘴峰长约18.2毫米，跗蹠长约21.4毫米，尾长约56毫米。
白喉斑尾雀是留鸟，栖息在森林，它们是食肉动物，主要以昆虫、蜘蛛等陆生无脊椎动物为食。